# La Pita (Tabasco)
La localidad de La Pita, Emiliano Zapata está situado en el Municipio de Emiliano Zapata (en el Estado de Tabasco), en México.

## Población
Tiene 201 habitantes. 

## Altitud
La Pita, Emiliano Zapata está a 30 m s. n. m.

## Distancia
Su distancia de la cabecera municipal es de 35km.

## Colegios y Escuelas
ANGELA CANEPA VDA. DE T.  
CURSOS COMUNITARIOS 
PREESCOLAR COMUNITARIO  